# Woroud Sawalha
Woroud Sawalha (ur. 3 listopada 1991) – palestyńska lekkoatletka specjalizująca się w biegu na 800 metrów, olimpijka.
W 2012 zawodniczka reprezentowała swój kraj na igrzyskach w Londynie, startowała w biegu na 800 metrów kobiet - odpadła w kwalifikacjach z czasem 2:29,16.

## Rekordy życiowe
| Dystans                   | Wynik (s) | Miejsce | Data            |
| ------------------------- | --------- | ------- | --------------- |
| bieg na 800 metrów        | 2:29.16   | Londyn  | 8 sierpnia 2012 |
| bieg na 800 metrów (hala) | 2:51.87   | Stambuł | 9 marca 2012    |